# Boże Małe
Boże Małe (niem. Klein Bosem, Waldhausen) – osada w Polsce położona w województwie warmińsko-mazurskim, w powiecie mrągowskim, w gminie Mrągowo. Miejscowość wchodzi w skład sołectwa Boże. W latach 1975–1998 miejscowość administracyjnie należała do województwa olsztyńskiego.

## Historia
Osada powstała na terenie leśnym, należącym do majątku ziemskiego Boże, w miejscu gdzie wcześniej była leśniczówka. W 1832 r. obszar ten wydzielili ze swych dóbr ówcześni ich właściciele Suchodolscy i sprzedali. Powstał tu nowy, odrębny majątek, który zaistniał jako samodzielna jednostka osadnicza w l846 r. pod nazwą Waldhausen. Do dworu należało 17 włók ziemi. W 1838 r. były tu dwa domy z 36 mieszkańcami. W 1907 r. majątek obejmował 222,32 ha i należał do Wilhelma Morgensterna, który specjalizował się w hodowli bydła. W 1928 r. osada liczyła 53 mieszkańców i z dniem 30 września została włączona do granic administracyjnych gminy wiejskiej Wyszembork. W okresie międzywojennym majątek ziemski obejmował 257,4 ha, a jego właścicielem był niejaki Kolwe, który prowadził księgi rodowodowe bydła zarodowego. Po drugiej wojnie światowej powstał tu PGR. W 1973 roku Boże Małe należało do sołectwa Boże.